# Сухона (станция)
Су́хона — железнодорожная станция  в городе Сокол Вологодской области. Станция получила своё название в честь реки Сухона, которая проходит в этом городе.
Станция Сухона была открыта в 1896 году, когда был сдан в эксплуатацию первый участок железной дороги Вологда — Архангельск. Находится на расстоянии 527 км от Москвы и в 32 км от областного центра Вологды. Станция относится к Вологодскому региону Северной железной дороги.

## История
В 1868 году в Вологодской, Архангельской, Олонецкой и Новгородской губерниях образовался дефицит продовольствия, обусловленный как собственным неурожаем в условиях рискованного земледелия, так и отстутствием крупных путей снабжения населения зерном из урожайных южных губерний. Для избежания подобных ситуаций в будущем было предложено построить железную дорогу, на рассмотрение было внесено 5 различных проектов. Победил проект Саввы Мамонтова, предполагавший постройку узкоколейной дороги из Вологды в Архангельск с возможностью переделки её в дальнейшем под широкую колею. Строительство первого участка дороги было начато в 1894 году и к концу 1895 года сооружение земляного полотна дошло до реки Сухона. К 1896 году перед мостом через реку была построена станция, получившая название по этой реке, началось строительство железнодорожного моста через Сухону.
Регулярное движение через станцию началось в 1898 году.
В 1915 году станция Сухона в составе всей линии была перешита с узкой на широкую колею. В 1921—1922 годах от станции был сооружён первый ширококолейный подъездной путь — на лесозавод № 40, в 1925 — на целюллозный завод имени Свердлова.
В 1929—1930 годах на станции размещался пересылочный пункт для спецпереселенцев из разных регионов страны. В 1932 году посёлок Сухонский при станции вместе со станцией вошёл в состав образованного города Сокол, объединившего поселения и предприятия на обоих берегах Сухоны. В 1939 году линия, проходящая через станцию, получила второй путь, тогда же были построены новые железнодорожные мосты через Сухону. Во время Великой Отечественной войны на станции была введена светомаскировка, часть работников станции ушли на фронт. Тем не менее, работа станции и движение через неё не прекращалась. На Северную железную дорогу тогда легла основная нагрузка по снабжению и эвакуации блокадного Ленинграда.
В начале 1970-х годов от станции была проложена подъездная ветвь до завода керамических дренажных трубок. На 1981 год станция была обозначена узловой, осуществлялись приём и выдача грузов на подъездных путях, повагонными отправками открытого хранения в местах общего пользования, повагонными отправками складского хранения, а также контейнерами массой 3—5 т, для чего имелись подъёмные устройства грузоподъёмностью до 5 т. Также осуществлялись приём и выдача багажа вкупе с продажей билетов на поезда местного и дальнего следования. В 1987 году станция была электрифицирована в составе участка Вологда I — Коноша I.
В марте 2012 года был снесён старый деревянный вокзал станции, на его месте было построено новое здание.

## Описание
Станция Сухона расположена в городе Сокол Вологодской области, на правом берегу одноимённой реки на линии Вологда I — Коноша I Северной железной дороги. Станция имеет электрификацию переменным током 25 кВ.